# 斯莫列維奇
斯莫列維奇（羅馬化：Smaliavičy）是白俄羅斯的城鎮，位於首都明斯克以東35公里，由明斯克州負責管轄，2011年人口15,316。在第二次世界大戰前，該鎮有大型的猶太人社區。